# The Rose (Lied)
The Rose ist ein Popsong aus dem Jahr 1979, der von Amanda McBroom für den Film The Rose geschrieben und von Bette Midler interpretiert wurde. Midlers Version wurde mit einer Goldenen Schallplatte sowie einem Golden Globe für den besten Filmsong ausgezeichnet und erreichte Platz 3 der amerikanischen Popcharts.

## Text
Der dreistrophige Text versucht sich an einer vergleichenden Beschreibung der Liebe, die über Schmerz und Krise erreicht werden muss. Nach Vergleichen mit einem Fluss, der die zarte Schilfpflanze überspült oder einem Messer, das die Seele bluten lässt, wählt der Song zuletzt das titelgebende Bild einer Rose, deren Samen im Winter unter dem Schnee liegt und im Frühjahr von der Liebe der Sonne geweckt wird, so dass sie zu einer Blume erwächst. Der verbreitete deutschsprachige Text von Michael Kunze folgt der englischen Vorlage inhaltlich.

## Coverversionen
Der Titel wurde bislang über 100 Mal gecovert, in englischer Sprache unter anderem von LeAnn Rimes, Bonnie Tyler, Joan Baez, der Kelly Family, den King’s Singers, der Grunge-Band Mudhoney und in einer Rap-Version von Eminem. Die Version des Country-Sängers Conway Twitty wurde 1983 in den Country-Charts in den USA und Kanada ebenso ein Nummer-eins-Hit wie 2006 die Version der Boygroup Westlife in den UK-Pop-Charts.
Der Liedtext wurde in mehrere Sprachen übersetzt, unter anderem erschienen 1991 eine japanische Version von Harumi Miyako mit dem Titel Ai wa Hana, Kimi wa Sono Tane (愛は花、君はその種子) für den Film Tränen der Erinnerung – Only Yesterday und 1997 eine norwegische Version der Sängerin Kari Bremnes auf ihrem Album Månestein. Die niederländische Version De Roos wurde von Bonnie St. Claire als Single veröffentlicht.
In deutscher Sprache interpretierte  Nana Mouskouri den Song im Jahr 1982 mit einem Text von Michael Kunze. Dieser Text wurde für weitere Coverversionen verwendet, zum Beispiel von Helene Fischer, Peter Alexander, Katja Ebstein oder Rainald Grebe mit dem Bergmannschor Harmonie Zeche Victoria Lünen. Joan Baez, Bettina Wegner und Peter Maffay verwendeten andere deutschsprachige Texte, und Vader Abraham nahm 1996 mit Wenn die Slipeinlage nur gut sitzt eine parodistische Version in niederländischer und deutscher Sprache auf. Darüber hinaus gibt es auch rein instrumentale Interpretationen, unter anderem von Vlado Kumpan für Trompete und James Galway für Querflöte.